# 斯特靈 (密歇根州)
歐格雷（英語：Sterling）是位於美國密歇根州阿勒納克縣的一個村。

## 人口
根據2020年美國人口普查的數據，歐格雷的面積為2.54平方千米，當中陸地面積為2.53平方千米，而水域面積為0.01平方千米。當地共有人口474人，而人口密度為每平方千米186人。